# Sargent megye
Sargent megye az Amerikai Egyesült Államokban, azon belül Észak-Dakota államban található. Megyeszékhelye Forman, legnagyobb városa Gwinner. Lakosainak száma 3862 fő (2020. április 1.). Sargent megye Ransom, Richland, Marshall, Brown, Dickey és Roberts megyékkel határos.

## Népesség
A megye népességének változása:
| Lakosok száma | 3805 | 3801 | 3897 | 3890 | 3876 | 3862 |
|               | 2010 | 2011 | 2012 | 2013 | 2015 | 2020 |